# Ширковский сельсовет (Витебская область)
Ширковский сельсовет — упразднённая административная единица, находившаяся на территории Поставского района Витебской области Белоруссии.

## История
Сельсовет был упразднён в 2013 году, населённые пункты были включены в Камайский сельсовет и Юньковский сельсовет.

## Состав
Ширковский сельсовет включал 28 населённых пунктов:
- Авласы — деревня.
- Споры Большие — деревня.
- Ботвиновичи — деревня.
- Вереньки — деревня.
- Деревянки — деревня.
- Должа — деревня.
- Идолино — деревня.
- Кашицы — деревня.
- Койры — деревня.
- Липники — деревня.
- Макаровцы — деревня.
- Параски — деревня.
- Петровщина — деревня.
- Подоляны — деревня.
- Ромельки — деревня.
- Симоньки — деревня.
- Скураты — деревня.
- Соловьи — деревня.
- Труханки — деревня.
- Фалевичи — деревня.
- Шабаны — деревня.
- Ширки — деревня.
- Шустицкие — деревня.
- Юшковщина — деревня.
- Яковичи — деревня.
- Ясево — деревня.
- Яськовичи — деревня.
- Яцевичи — деревня.